# Audemus jura nostra defendere

Lema que apareix a l'escut d'armes d'Alabama.

«Audemus jura nostra defendere» és una frase en llatí utilitzada com a lema estatal d'Alabama present també en el seu escut d'armes. La seva traducció al català seria: «Ens atrevim a defensar els nostres drets» o «Ens atrevim a mantenir els nostres drets».
L'escut d'armes fou creat l'any 1923 a petició de Marie Bankhead Owen, directora i historiadora del Departament d'Arxius i Història d'Alabama. No fou oficialment adoptat fins al 14 de març de 1939. El lema queda plasmat en una banda daurada que travessa el fons de l'escut d'armes. L'escussó de l'escut d'armes s'aquartera amb les banderes del Regne de França, de la Corona de Castella, del Regne Unit de la Gran Bretanya i Irlanda i la dels Estats Confederats d'Amèrica, amb un de central amb l'escut dels Estats Units. A costat i costat, dos pigargs americans custodien l'escussó. L'escut està coronat per un cordó blanc i carmesí i el Baldine, el veler que Iberville i Bienville feren servir per arribar amb anterioritat al poblament de la colònia de Mobile.

## Història

«Here We Rest» ("Aquí Descansem") serví de lema del gran segell d'Alabama entre 1868 i 1939. El primer gran segell estatal de 1819, readoptat com a oficial l'any 1939, no contenia lema.

El lema modern d'Alabama fou afegit a l'escut d'armes actual quan fou creat l'any 1923, sent oficialment adoptat per utilitzar l'any 1939. És el segon lema estatal que ha tingut Alabama. El primer fou adoptat el 29 de desembre de 1868 durant la legislatura de la Reconstrucció per a ús del segon segell d'Alabama. Consistia en un pigarg americà sobre un escut estatunidenc, aguantant una pancarta al seu bec amb la inscripció de «Here We Rest» ("Aquí Descansem").
La font de l'actual lema fou extreta del poema An Ode in Imitation of Alcaeus, també conegut per la seva primera línia, «Què constitueix un Estat?». Fou publicat l'any 1781 pel filòleg vuit-centista liberal anglès Sir William Jones. Aquest poema reproduí les seves idees sobre la governança i la moral i fou considerat pels acadèmics com el seu poema polític més important. En ell, critica la corrupció estesa quotidianament i l'abús del poder monàrquic. Les seves paraules foren ajustades per Marie Bankhead Owen a un lema, el qual fou llavors traduït al llatí pel professor W.B. Saffold, de la Universitat d'Alabama.

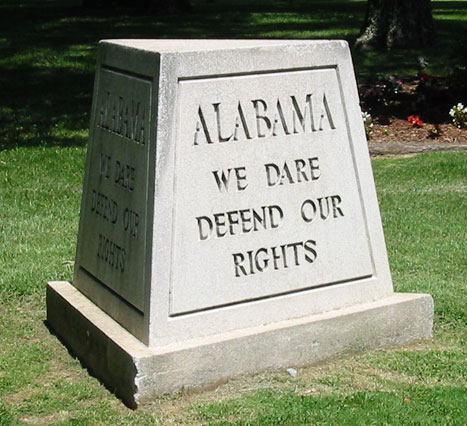
Marcador amb el lema prop de Huntsville, Alabama.

| «                                                   | What constitutes a State? Not high-raised battlement or labored mound, Thick wall or moated gate; Not cities proud with spires and turrets crowned; Not bays and broad-armed ports, Where, laughing at the storm, rich navies ride; Not starred and spangled courts, Where low-browed baseness wafts perfume to pride. No:—men, high-minded men, With powers as far above dull brutes endued In forest, brake, or den, As beasts excel cold rocks and brambles rude; Men, who their duties know, But know their rights, and, knowing, dare maintain, Prevent the long-aimed blow, And crush the tyrant while they rend the chain: These constitute a State, And sovereign Law, that State’s collected will, O’er thrones and globes elate, Sits Empress, crowning good, repressing ill. Smit by her sacred frown, The fiend, Dissension, like a vapour sinks, And e’en the all-dazzling crown Hides her faint rays, and at her bidding shrinks. Such was this heaven-loved isle, Than Lesbos fairer and the Cretan shore! No more shall Freedom smile? Shall Britons languish, and be men no more? Since all must life resign, Those sweet rewards which decorate the brave, ’Tis folly to decline, And steal inglorious to the silent grave. | » |
| — Sir William Jones, An Ode in Imitation of Alcaeus | |   |